# Bitburger
La Brauerei Bitburger è un birrificio tedesco. È stato fondato nel 1817 a Bitburg da Johann Peter Wallenborn. È il terzo birrificio più grande della Germania, con una produzione di circa 4 milioni di ettolitri all'anno.
La Bitburger ha circa 900 rappresentanze in Germania e all'estero. I prodotti vengono venduti in 70 paesi e in più di 50.000 locali e ristoranti. Le principali regioni d'esportazione sono l'Italia, gli Stati Uniti d'America, il Regno Unito e la Spagna.

## Prodotti

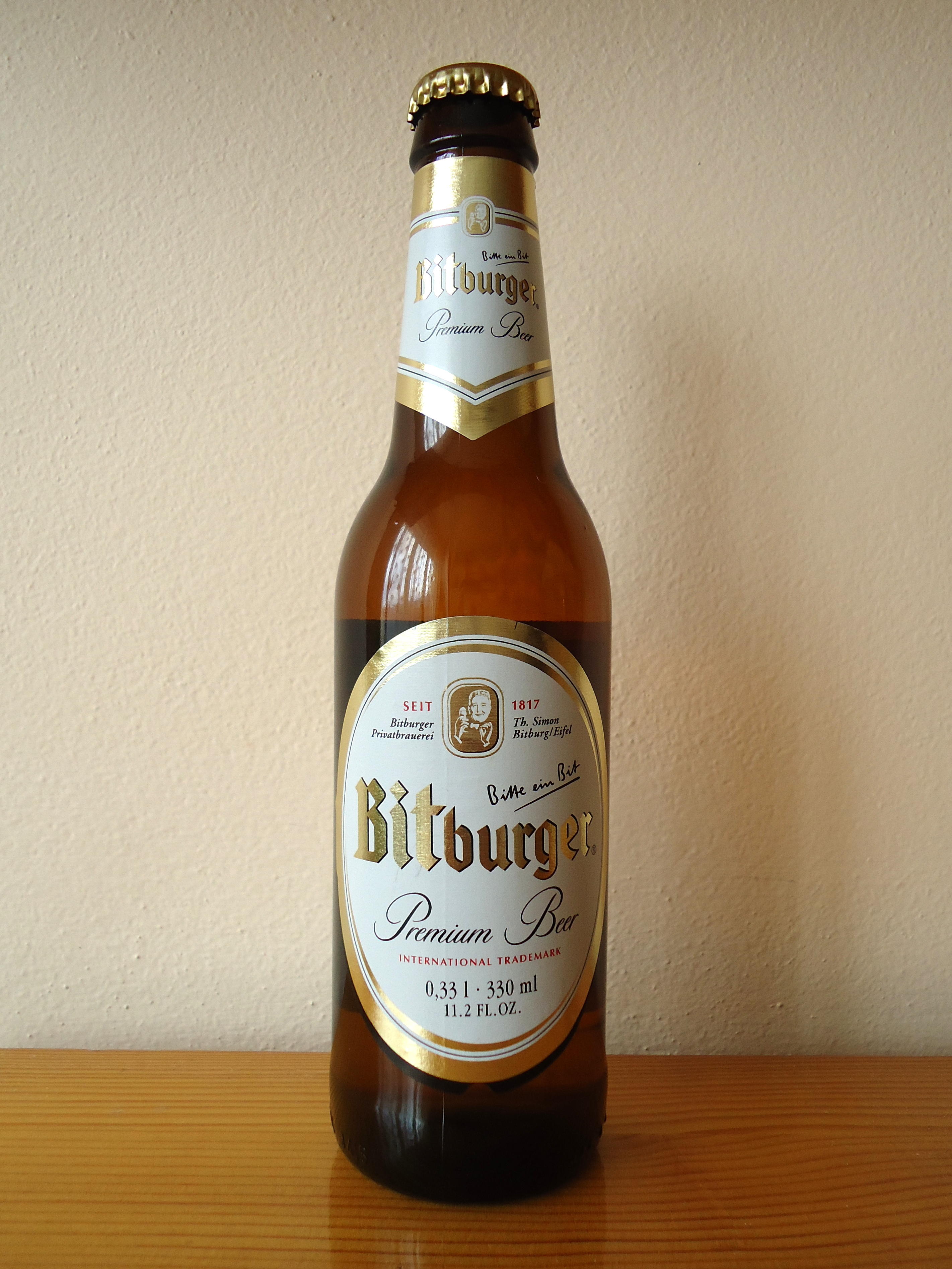
Una bottiglia di Bitburger Premium Pils

Il prodotto più importante del birrificio è la birra chiara Bitburger Premium Pils, è tra le birre alla spina più vendute in Germania.
Inoltre viene prodotta una versione leggera, la "Bitburger Light" e una versione analcolica, Bitburger 0,0%. Nel 2005 è stata introdotta anche Bit Sun, una birra chiara meno amara derivando dal prodotto classico. Vengono prodotte anche varie Bier-Mix, birre con diversi gusti come limone o Cachaça.